# Mesophorodiplostomum pricei
Mesophorodiplostomum pricei är en plattmaskart. Mesophorodiplostomum pricei ingår i släktet Mesophorodiplostomum och familjen Diplostomatidae. Inga underarter finns listade i Catalogue of Life.